# تامی میلر (بازیکن فوتبال)
تامی میلر (انگلیسی: Tommy Miller؛ زادهٔ ۸ ژانویهٔ ۱۹۷۹) بازیکن فوتبال اهل بریتانیا است.
از باشگاه‌هایی که در آن بازی کرده‌است می‌توان به باشگاه فوتبال ساندرلند، باشگاه فوتبال بری، باشگاه فوتبال پرستون نورث اند، باشگاه فوتبال هادرزفیلد تاون، باشگاه فوتبال سوئیندون تاون، باشگاه فوتبال هالیفاکس تاون، باشگاه فوتبال ایپسویچ تاون، باشگاه فوتبال شفیلد ونزدی، و باشگاه فوتبال هارتل پول یونایتد اشاره کرد.